# Eupithecia amurensis
Euphitecia amurensis es una especie de polilla de la familia Geometridae. La especie fue descrita por primera vez por Leo Schwingenschuss habiendo sido descrita en 1954, con distribución en Rusia. El sintipo de la especie fue descrita en los alrededores de Amur.